# Hitradio Ö3
Hitradio Ö3 es una de las estaciones de radio nacionales de Austria perteneciente a la red estatal ORF.
La estación enfoca sus emisiones en la música contemporánea. Hasta 1995 incluía en sus horarios muchas actuaciones musicales especiales, pero siguiendo una reorganización de la ORF poco antes de la introducción en Austria de la radio comercial privada, éstos ahora se han trasladado a FM4.  
Ö3 fue durante mucho tiempo la única estación del ORF permitida para difundir anuncios publicitarios, y sigue siendo la estación con la cantidad más grande de tiempo de publicidad por día. Por esta razón a menudo se la llama como la Vaca lechera de la "ORF". Ö3 tiene la mayor cuota de mercado en gran medida (promedio del 32%) de todas las estaciones de radio austríacas, más que todas las estaciones de radio privadas juntas. 
La estación de radio Ö3 también emite vía televisión por satélite, con un panel mostrando las pistas anteriores, actuales y próximas, el tiempo, y otras informaciones tales como informes del tráfico.